# Пепелина
Пепелина (болг. Пепелина) — село в Болгарии. Находится в Русенской области, входит в общину Две-Могили. Население составляет 33 человека.

## Политическая ситуация
Пепелина подчиняется непосредственно общине и не имеет своего кмета.
Кмет (мэр) общины Две-Могили — Драгомир Дамянов Драганов (коалиция партий: Союз демократических сил, Демократическая партия, Демократы за сильную Болгарию, Земледельческий народный союз) по результатам выборов в правление общины.